# Coibavrålapa
Coibavrålapa (Alouatta coibensis) är en däggdjursart som beskrevs av Thomas 1902. Alouatta coibensis ingår i släktet vrålapor och familjen Atelidae.
Denna vrålapa förekommer bara i Panama. Enligt Wilson & Reeder finns två underarter, Alouatta coibensis coibensis på ön Coiba och Alouatta coibensis trabeata på Panamas fastland. IUCN räknar de två underarterna till arten mantelvrålapa (Alouatta palliata) och listar underarten Alouatta palliata coibensis som sårbar (VU). Catalogue of Life godkänner Alouatta coibensis som art och listar inga underarter.
Ön Coiba är huvudsakligen täckt av tropisk regnskog. Den är sedan 1992 nationalpark och sedan 2005 även världsarv.